# South Eastern Trains

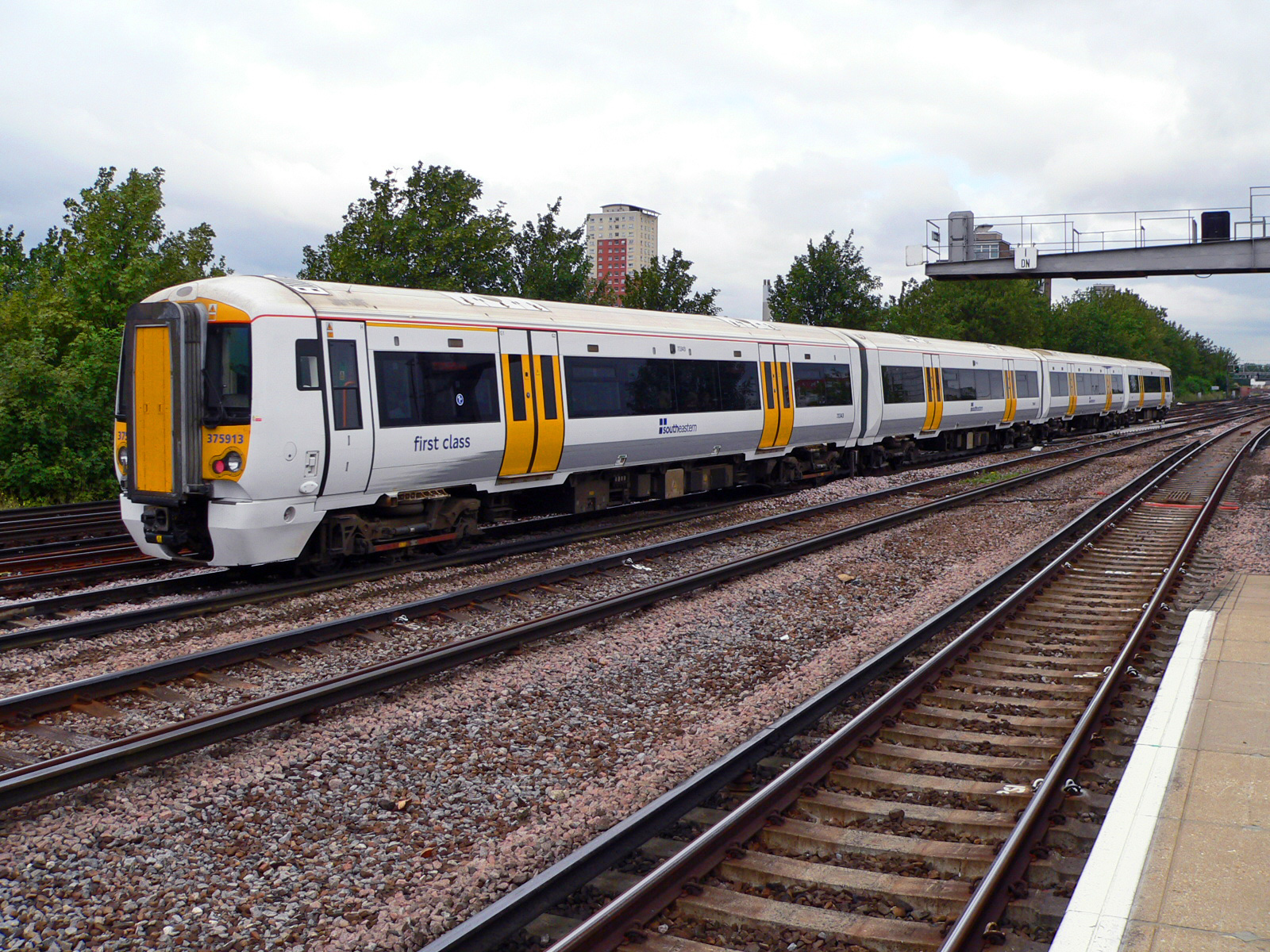
Een trein van South Eastern Trains

South Eastern Trains was een Britse spoorwegonderneming die treinen exploiteert in Kent, het zuidoosten van Londen en het oosten van Sussex. South Eastern Trains maakte gebruik van een spoornet van 773 kilometer en bediende 178 stations. Jaarlijks werden er 132,2 miljoen mensen vervoerd. Bij South Eastern Trains werkten ongeveer 3500 mensen.
South Eastern Trains was eigendom van de Britse Strategic Rail Authority (SRA), de overheidsorganisatie die Britse spoorconcessies openbaar aanbesteed. Op 9 november 2003 heeft de SRA de 'South Eastern'-concessie ingetrokken, omdat de toenmalige concessiehouder Connex South Eastern (Connex) een financieel wanbeleid voerde en de verbintenissen in de concessie niet nakwam.
Sinds 1 april 2006 is Govia (Go-Ahead/Keolis) de houder van de nieuwe 'Integrated Kent'-concessie (South Eastern-concessie, aangevuld met binnenlandse treindiensten op de Channel Tunnel Rail Link). Govia heeft deze nieuwe spoorwegonderneming de naam Southeastern gegeven.